# العلاقات الأنغولية الميكرونيسية
العلاقات الأنغولية الميكرونيسية هي العلاقات الثنائية التي تجمع بين أنغولا وولايات ميكرونيسيا المتحدة.

## مقارنة بين البلدين
هذه مقارنة عامة ومرجعية للدولتين:
| وجه المقارنة                                              | أنغولا           | ولايات ميكرونيسيا المتحدة |
| --------------------------------------------------------- | ---------------- | ------------------------- |
| المساحة (كم2)                                             | 1.25 مليون       | 702                       |
| عدد السكان (نسمة)                                         | 29.78 مليون      | 105.54 ألف                |
| الكثافة السكانية (ن./كم²)                                 | 23.82            | 15.03 ألف                 |
| العاصمة                                                   | لواندا           | باليكير                   |
| اللغة الرسمية                                             | اللغة البرتغالية | لغة إنجليزية              |
| العملة                                                    | كوانزا أنغولي    | دولار أمريكي              |
| الناتج المحلي الإجمالي (بليون دولار)                      | 124.21 مليار     | 336.43 مليون              |
| الناتج المحلي الإجمالي (تعادل القوة الشرائية) بليون دولار | 184.83 مليار     | 365.27 مليون              |
| الناتج المحلي الإجمالي الاسمي للفرد دولار أمريكي          | 4.10 ألف         | 3.02 ألف                  |
| الناتج المحلي الإجمالي للفرد دولار أمريكي                 |                  |                           |
| مؤشر التنمية البشرية                                      | 0.533            | 0.640                     |
| رمز المكالمات الدولي                                      | +244             | +691                      |
| رمز الإنترنت                                              | .ao              | .fm                       |
| المنطقة الزمنية                                           | ت ع م+01:00      |                           |

## منظمات دولية مشتركة
يشترك البلدان في عضوية مجموعة من المنظمات الدولية، منها:
| علم المنظمة | اسم المنظمة                                 | تاريخ انضمام أنغولا | تاريخ انضمام ولايات ميكرونيسيا المتحدة |
| ----------- | ------------------------------------------- | ------------------- | -------------------------------------- |
|             | منظمة حظر الأسلحة الكيميائية                | ?                   | ?                                      |
|             | مؤسسة التنمية الدولية                       | 19 سبتمبر 1989      | 24 يونيو 1993                          |
|             | الأمم المتحدة                               | 1 ديسمبر 1976       | 17 سبتمبر 1991                         |
|             | البنك الدولي للإنشاء والتعمير               | 19 سبتمبر 1989      | 24 يونيو 1993                          |
|             | يونسكو                                      | 11 مارس 1977        | 19 أكتوبر 1999                         |
|             | وكالة ضمان الاستثمار متعدد الأطراف          | 19 سبتمبر 1989      | 11 أغسطس 1993                          |
|             | الاتحاد الدولي للاتصالات                    | 13 أكتوبر 1976      | 18 مارس 1993                           |
|             | مؤسسة التمويل الدولية                       | 19 سبتمبر 1989      | 24 يونيو 1993                          |
|             | مجموعة دول أفريقيا والكاريبي والمحيط الهادئ | ?                   | ?                                      |

## وصلات خارجية
- موقع وزارة الخارجية الأنغولية